# 구산동도서관마을
구산동도서관마을은 서울특별시 은평구에 있는 도서관이다.

## 연혁
- 2012년 9월 1일 서울시 주민참여예산사업 선정
- 2013년 3월 13일 구산동 도서관마을 조성 계획 수립
- 2013년 3월 28일 시청각어린이청소년도서관 공모사업 선정
- 2013년 7월 30일 설계 발주
- 2014년 4월 10일 공사 착공
- 2015년 6월 26일 공사 준공
- 2015년 7월 27일 위수탁 운영 협약 체결
- 2015년 11월 13일 개관

## 이용 안내
이용시간
| 자료실명     | 이용시간    | 이용시간    |
| ------------ | ----------- | ----------- |
| 자료실명     | 평일(화~금) | 주말(토~일) |
| 종합자료실   | 09:00~22:00 | 09:00~18:00 |
| 미디어자료실 | 09:00~18:00 | 09:00~18:00 |
| 어린이자료실 | 9:00~20:00  | 09:00~18:00 |
| 청소년자료실 | 9:00~22:00  | 09:00~18:00 |
| 마을자료실   | 9:00~22:00  | 09:00~18:00 |
| 만화자료실   | 9:00~22:00  | 09:00~18:00 |

휴관일
- 월요일, 법정공휴일(대체휴일제 포함, 법정공휴일과 일요일이 겹칠 경우 휴관)
- 장서 점검 및 관장이 필요하다고 인정하는 날
- 기타 도서관 사정에 의한 임시 휴관일